# Vranovine
Vranovine is een plaats in de gemeente Gospić in de Kroatische provincie Lika-Senj. De plaats telt 59 inwoners (2001).